# MGM Resorts International
La MGM Resorts International (nota fino al giugno 2010 con il nome di MGM Mirage) è un'azienda statunitense attiva nel settore dell'intrattenimento tramite il possesso e la gestione di una catena di resort concentrata particolarmente sul business del gioco d'azzardo.
La compagnia è nata il 31 maggio 2000 dalla fusione tra MGM Grand Inc. e Mirage Resorts, Inc., attualmente è la seconda più grande compagnia di intrattenimento del mondo e possiede 831 acri (circa 3,4 km²) sulla Las Vegas Strip.
Il maggior azionista della compagnia è la Tracinda Corporation del magnate multimiliardario statunitense di origini armene Kirk Kerkorian; Kerkorian è anche un importante azionista della General Motors e della Metro-Goldwyn-Mayer.
La società possiede 11 resort su 27, se si contano i resort di grandi dimensioni (i cosiddetti Megaresort) la società arriva a possedere 11 strutture su 20.

## Storia

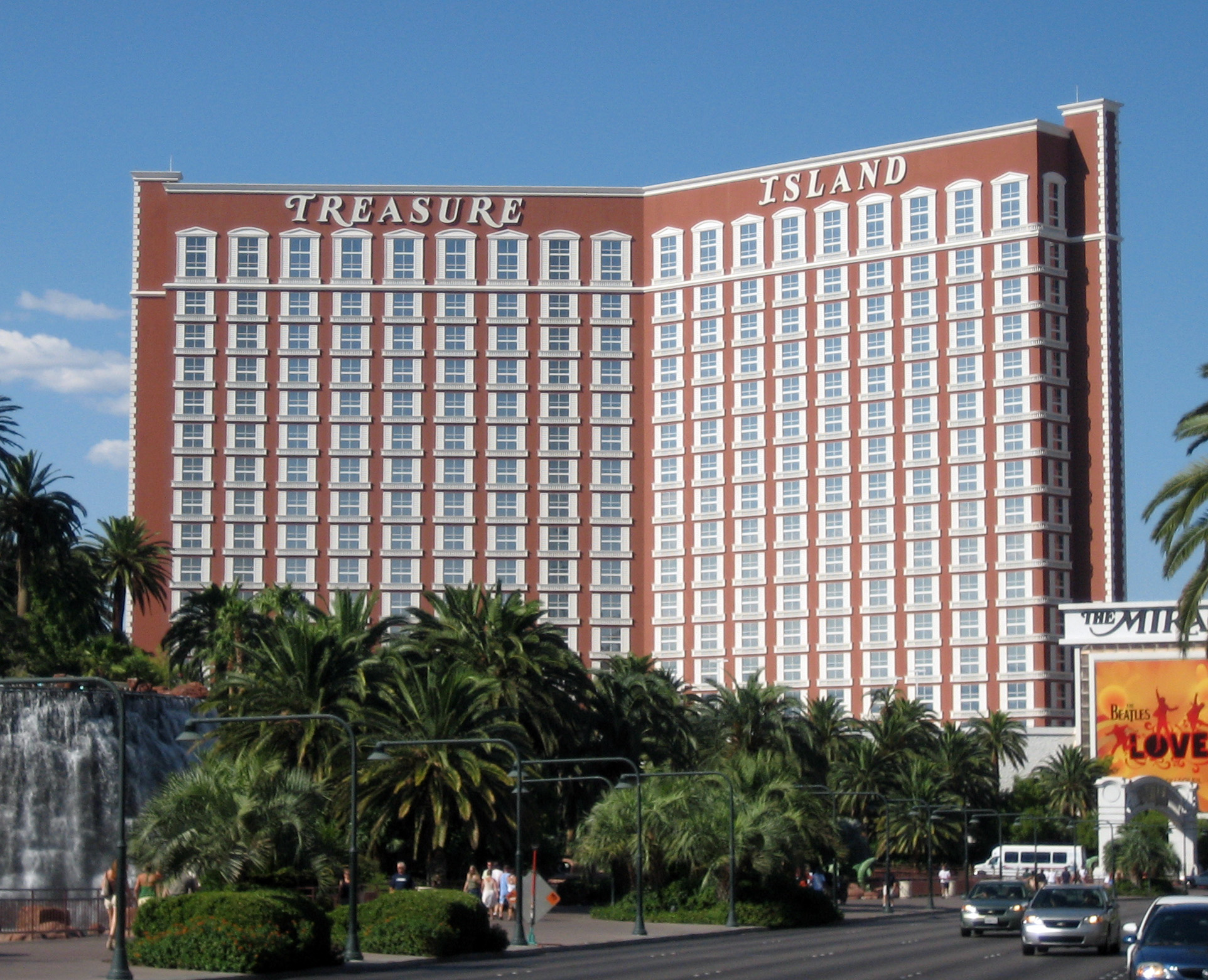
Il Treasure Island

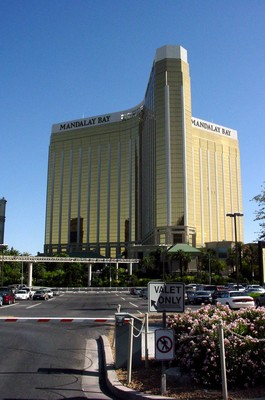
Il Mandalay Bay

La compagnia iniziò le sue operazioni il 31 maggio 2000, al termine di un processo di fusione costato all'incirca 6,4 miliardi di dollari, la più grande nella storia dell'industria del gioco d'azzardo. All'epoca della fusione, la neonata MGM Mirage era senza alcun dubbio la compagnia con il maggior giro d'affari in questo settore (poi scavalcata dalla Harrah's Entertainment), e tuttora rimane ai primi posti mondiali. Prima della fusione, la MGM Grand Inc. era un'azienda che operava già dagli anni sessanta, mentre la Mirage Resorts dagli anni settanta (sotto il nome di Golden Nugget Companies, Inc.).
Il 26 gennaio 2004 la compagnia vendette i due Casinò a marchio Golden Nugget alla Poster Financial Group, Inc per 215 milioni di dollari, i nuovi proprietari ricrearono la Golden Nugget, Inc., le due strutture sono state le prime attività nel settore di Steve Wynn, e vennero vendute perché dopo l'uscita dalla compagnia di quest'ultimo i nuovi proprietari volevano chiudere con il passato.
Il 4 giugno 2004 la MGM Mirage annunciò un'offerta pubblica di acquisto sulla principale concorrente a Las Vegas: la Mandalay Resort Group, offrendo di pagare 68 dollari ad azione, tuttavia l'operazione non andò a buon fine e l'accordo venne trovato solo il 15 dello stesso mese per un valore di 71 dollari per azione, dando il via al processo di acquisizione, una manovra costata circa 7,9 miliardi di USD.
Il 23 giugno 2004 la MGM Mirage ha venduto per 140.000.000 $ il resort MGM Grand Darwin (Darwin, Australia) alla SKYCITY Entertainment Group.
Il 10 novembre 2004 ha annunciato la costruzione di un nuovo resort chiamato City Center sul luogo dove sorgeva il Boardwalk Hotel and Casino.
Il 31 maggio 2005 in seguito alla concessione di alcune licenze per il gioco d'azzardo appena liberalizzato nello stato di Macao, ha iniziato la costruzione del resort MGM Grand Macau sulla via che ha preso il nome di Cotai Strip e che dovrebbe essere la Las Vegas Strip d'Asia.
Il 22 agosto 2007 la Dubai World, una società Holding che fa capo alla famiglia reale dell'emirato del Dubai ha annunciato l'intenzione di acquistare il 9,5% della MGM Mirage per una cifra pari a circa 2,4 miliardi di Dollari, in seguito ha annunciato un investimento di 2,7 miliardi di Dollari per acquisire il 50% della proprietà dell'MGM City Center (attualmente in costruzione, dovrebbe aprire nel dicembre 2009), la Dubai World è intenzionata a versare altri 100 milioni di Dollari alla MGM Mirage se questa rispetterà i tempi di costruzione e apertura del progetto.
Il 18 dicembre 2008 il Treasure Island Hotel and Casino è stato venduto al miliardario Phil Ruffin per 775 milioni di dollari.

## Proprietà
Segue un elenco delle proprietà della MGM Mirage.

### Las Vegas, Nevada
- ARIA Resort & Casino
- Bellagio Hotel/Casino
- Circus Circus
  - Slots-A-Fun Casino
- CityCenter
- Excalibur
- Las Vegas Aces, squadra di basket nella WNBA
- Luxor
- Mandalay Bay
  - THEhotel at Mandalay Bay
- MGM Grand Las Vegas
  - The Signature at MGM Grand
- The Mirage
- Monte Carlo Hotel/Casino
- New York-New York Hotel/Casino
- Vdara

### Altro in Nevada
- Circus Circus Reno, Reno, Nevada
- Silver Legacy Resort Casino, Reno, Nevada (51%, il resto è della Eldorado Hotel Casino)
- Colorado Belle Hotel & Casino, Laughlin, Nevada
- Edgewater Hotel and Casino, Laughlin, Nevada
- Railroad Pass, Henderson, Nevada
- Nevada Landing Hotel and Casino, Jean, Nevada (ha chiuso il 20 marzo 2007)
- Gold Strike Hotel and Gambling Hall, Jean, Nevada
- Primm Valley Golf Club
- Shadow Creek Golf CourseShadow Creek Golf Course, Las Vegas, North Las Vegas, Nevada

### Altre proprietà
- Gold Strike Resort and Casino, Tunica, Mississippi
- Grand Victoria, Elgin, Illinois
- MGM Grand Detroit, Detroit, Michigan (50%, il resto è della Partners Detroit, L.L.C.)
- Beau Rivage Hotel e Casino, Biloxi, Mississippi
- Borgata Hotel/Casino and Spa, Atlantic City, New Jersey (50%, il resto è della Marina District Development Corporation, LLC)
- MGM Grand Macau, Macao, Cina
- MGM Grand branded casino -

### Filiali
- MGM Mirage Vacations
- MGM Mirage Hospitality